# Roberto Sensini
Roberto Néstor Sensini (General Lagos, 12 oktober 1966) is een voormalig profvoetballer uit Argentinië, die speelde als verdediger. Hij speelde voor Newell's Old Boys, Udinese, AC Parma en Lazio Roma. Sensini, bijgenaamd Boquita, kwam in totaal 59 keer uit voor het Argentijns elftal. Na zijn in 2006 beëindigde actieve loopbaan stapte hij het trainersvak in.

## Erelijst
- Newell's Old Boys

Primera División: 1987–88
- AC Parma

UEFA Super Cup: 1993
UEFA Cup: 1994–95, 1998–99
Coppa Italia: 1998–99, 2001–02
- Lazio Roma

UEFA Super Cup: 1999
Serie A: 1999–00
Coppa Italia: 1999–00
Supercoppa Italiana: 2000

## Interlandcarrière
Met het Argentijns nationale elftal nam Sensini driemaal op rij deel aan de WK-eindronde: 1990, 1994 en 1998. Daarnaast was hij lid van de Argentijnse selectie die de zilveren medaille won bij de Olympische Spelen 1996 in Atlanta. Hij was een van de drie dispensatiespelers in de selectie van bondscoach Daniel Passarella, naast José Chamot en Diego Simeone.
| Logo van de Olympische Spelen | Goud | Zilver | Brons | Logo van de Olympische Spelen |
|                               | 0    | 1      | 0     |                               |